# Beatritz de Dia

Béatrice de Die, en occitan Beatritz de Dia, comtesse de Die, est une trobairitz provençale de langue occitane de la fin du XIIe siècle (vers 1140-après 1175).

## Biographie
C'est une femme de naissance noble qui a de l'instruction. Elle pourrait être la fille du comte Isoard II de Dia , et donc petite-fille de Beatrix d'Albon.
Sa Vida, ou biographie la plus ancienne, tient en deux lignes : « La comtesse de Die épousa Guillaume de Poitiers ; elle était belle et bonne, devint amoureuse du seigneur Raimbaut d'Orange, et fit à son sujet maintes bonnes poésies ». 
Toutefois sa vie reste peu documentée et les affirmations ne s'accordent pas.
Certains biographes (tel Fortuné Briquet) disent qu'elle avait épousé Guillaume de Poitiers, et qu'elle aurait aimé  Raimbaut d'Orange. Ces deux hommes étaient poètes et troubadours, mais les liens ne sont pas identifiés.
Guillaume de Poitiers serait Guillaume 1er de Valentinois soit Guillems de Peiteus (Poitiers), soit un fils de celui-ci, Ademar de Peiteus.
Le troubadour Raimbaut d’Aurenga (Orange) aurait pu être le neveu de ceui-ci ou encore le troubadour Raimbaut de Vaqueiras.
Sa passion pour Raimbaut d'Orange, malgré son infidélité, lui aurait inspiré un grand nombre de chansons.
« A chantar m’er de so q’ieu no volria, tant me rancur de lui cui sui amia », « Il me faut chanter ici ce que je ne voulais point chanter car j’ai fort à me plaindre de celui dont je suis l’amie... ».
On connaît d'elle quatre chansons et une tenson (chanson en dialogue).

## Style
Béatrice de Die est considérée comme la première des trobairitz ou poétesses provençales, puisqu'elle fait partie des plus anciennes et elle apparait comme l'une des plus importantes par la qualité de ses œuvres. Elle est citée dans plusieurs manuscrits, on a conservé des enluminures la représentant. Quatre de ses poésies ont traversé les siècles, dont une avec la mélodie, ce qui est rare . Les thèmes de l'amour courtois se déclinent entre les plaisirs sensuels et l'ingratitude de son amant infidèle. L'intensité de ses sentiments parait étonnante de la part d'une femme de son époque, l'expression audacieuse des désirs amoureux et l'élégance du style font l'intérêt de son œuvre.

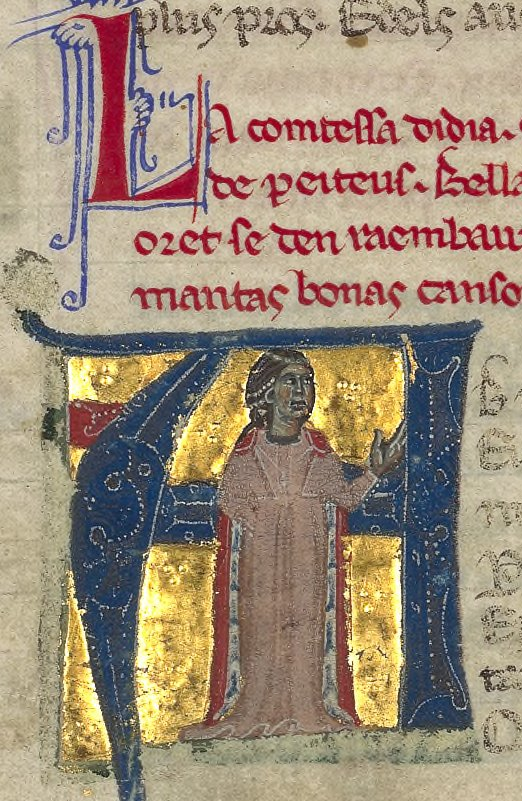
La comtessa de Dia.

## Œuvres
- Ab joi et ab joven m'apais
- A chantar m'er de so qu'ieu non volria (Je chanterai ce que je n'aurais pas voulu chanter)[10],[11]. Cette chanson  se trouve dans Le Manuscrit du roi, une collection de chansons conservée à la Bibliothèque nationale de France[1]. La version qui donne A chantar est une modification médiévaliste sur le texte de l'œuvre mais elle se trouve dans presque toutes les reproductions modernes de la chanson, hormis celle faite par Gisela Bellsola et Katia Caré, selon Leah Stuttard[11].
- Estât ai en greu cossirier.
- Fin ioi me don'alegranssa

## Postérité
Un album autour de la chanson A chantar m’er de so qu’ieu non volria, a été élaboré par le projet Beatriz MMXXI .

### Fiction
Beatriz de Dia est l'héroïne du roman historique Vie et aventures de la trobairitz Béatrice, par la romancière est-allemande Irmtraud Morgner (éditions des Femmes, 1983, pour la traduction française).

### Hommages
Dans la ville de Die, sur la colonne au centre de la fontaine de la place de l’Évêché, le buste de Béatrice de Die est l'œuvre de Jeanne Royannez ,.

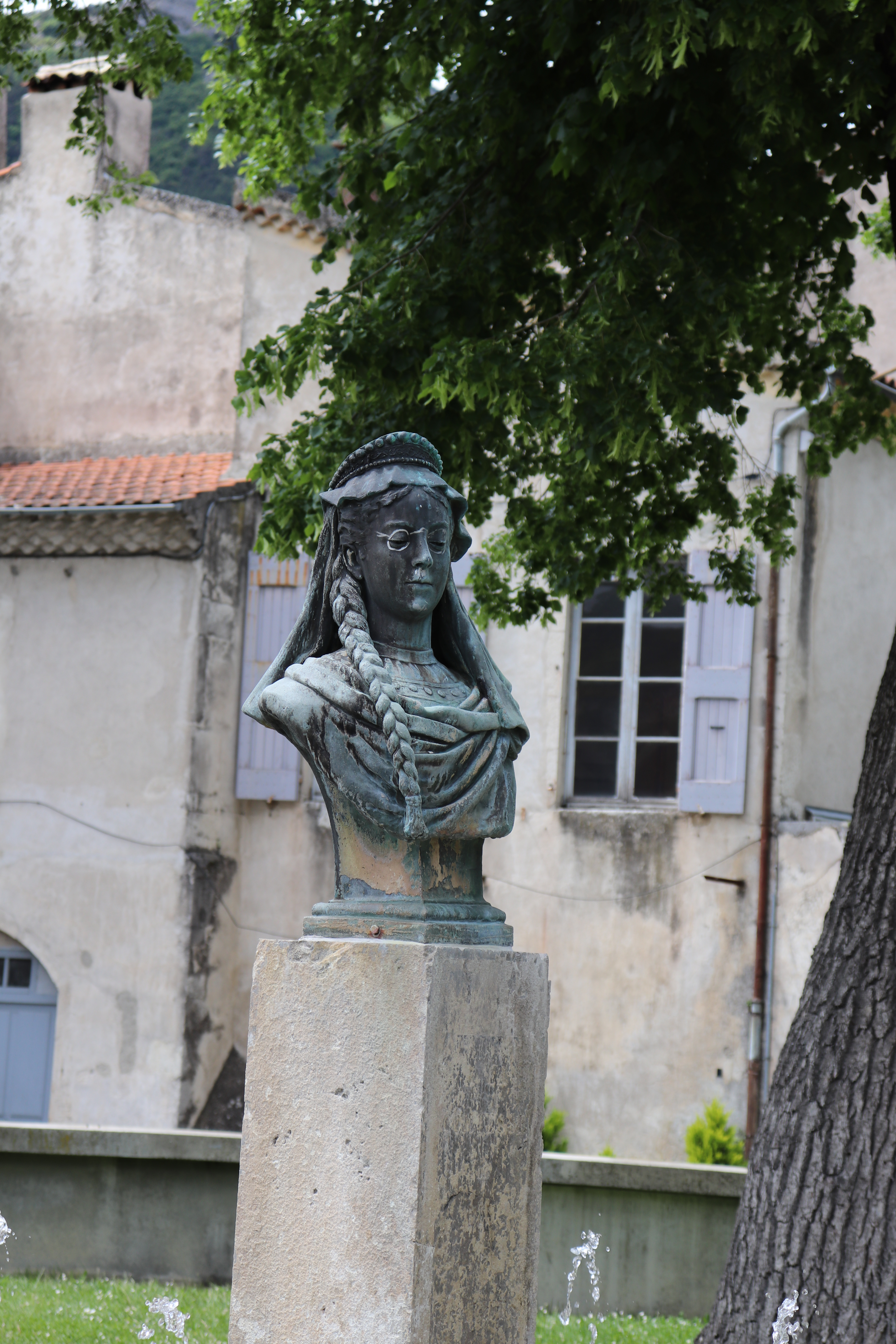
Buste de Béatrice de Die
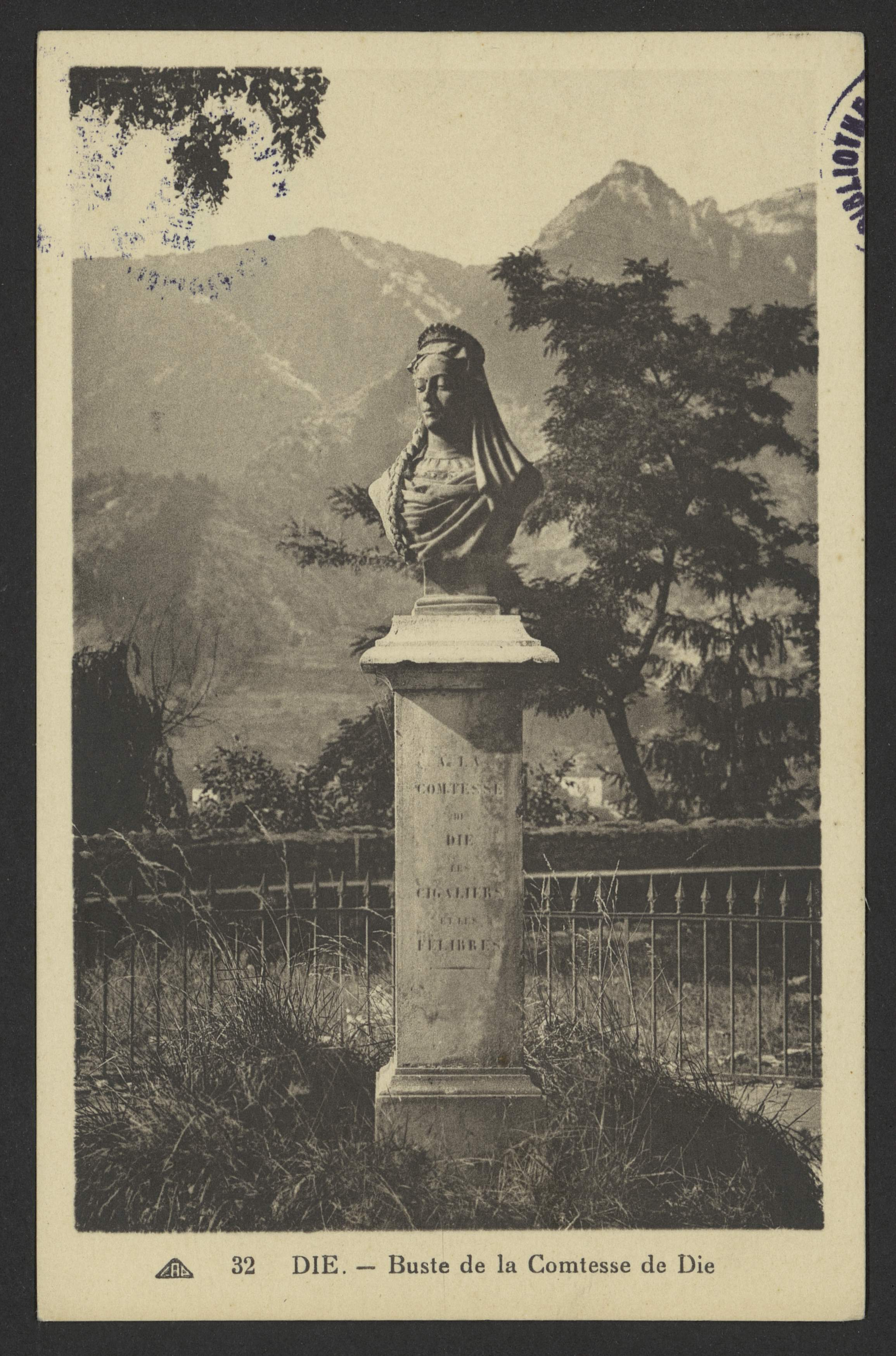
Buste de la comtesse de Die.